# ناصح‌آباد (رفسنجان)
ناصح‌آباد (رفسنجان)، روستایی از توابع بخش فردوس شهرستان رفسنجان در استان کرمان ایران است.

## جمعیت
این روستا در دهستان فردوس قرار دارد و براساس سرشماری مرکز آمار ایران در سال ۱۳۸۵، جمعیت آن ۳۰۲ نفر (۷۵خانوار) بوده‌است.
رئیس شورای این روستا حاج حسین حاج محمدحسینی میباشد.